# サントリー対談ドキュメント
『サントリー対談ドキュメント』（サントリーたいだんドキュメント）は、1975年4月から1977年3月にかけて、日本教育テレビ（現：テレビ朝日）にて通算104回にわたり日曜日9:30-10:00に放送されたインタビュー番組である。製作：NET、テレビマンユニオン、プロデューサー：萩元晴彦、坂元良江。
同番組は司会者を特に設けず、政治・経済・文化・芸術・芸能・スポーツなど様々な分野の話題の人を毎回2人登場させ、その2人の人柄や素顔を垣間見るドキュメンタリー要素を兼ね備えた番組だった。ゲストに登場した著名人は、三船敏郎、長谷川一夫、千葉真一、石原裕次郎、王貞治、金田正一、手塚治虫、山田洋次、マキノ雅弘、黒柳徹子、松下幸之助ら超豪華メンバーがそろっていた。
2024年2月から随時、時代劇専門チャンネル（フジテレビジョン系列の専門チャンネル）にて、その中から厳選したセレクションを放送する予定で、放送された内容についての解説をマキタスポーツとアンジェリーナ1/3が行う。

## 時代劇専門チャンネルでの放送リスト
Season1（初回：2024年2月24日）
- 「女優-女の一生-」（1975年5月25日放送）　ゲスト：岡田嘉子、杉村春子、ディレクター：今野勉
- 「方言・私自身の言葉」（1975年12月21日放送）　ゲスト：佐々木更三、黒柳徹子、ディレクター：大貫昇
- 「花道をゆく〜宝塚」（1976年3月7日放送）　ゲスト：長谷川一夫、鳳蘭（当時宝塚歌劇団生徒）、ディレクター：岩垣保